# Memento Park
El Memento Park (en húngaro: Szoborpark) es un museo al aire libre situado en Budapest (Hungría), dedicado a las estatuas monumentales y placas conmemorativas de la época comunista de Hungría (1949–1989). Contiene estatuas de Lenin, Marx y Engels, así como de varios líderes comunistas húngaros. El parque fue diseñado por el arquitecto húngaro Ákos Eleőd, quien ganó el concurso de diseño convocado por la Asamblea General de Budapest (Fővárosi Közgyűlés) en 1991. En los diagramas del transporte público y otros documentos, el parque es denominado habitualmente Memorial Park.
El arquitecto del proyecto afirmó: «Este parque es sobre la dictadura. Al mismo tiempo, porque se puede hablar de él, describir y construir, este parque es sobre la democracia. Después de todo, solo la democracia puede darnos la oportunidad de pensar libremente sobre la dictadura.»
El Memento Park está dividido en dos secciones: el Parque de las Estatuas, llamado oficialmente Parque «Una frase sobre la tiranía» en honor al poema homónimo de Gyula Illyés y compuesto por seis secciones ovaladas, y la Plaza de los Testigos, también llamada Plaza Neverwas, que se encuentra al este de la entrada principal del parque y a la que se puede acceder de forma gratuita. El Parque de las Estatuas alberga cuarenta y dos de las estatuas y monumentos que fueron retirados de Budapest tras la caída del comunismo. La Plaza de los Testigos contiene una réplica de las Botas de Stalin, que se convirtieron en un símbolo de la Revolución húngara de 1956 después del derribo de la estatua de Stalin, flanqueadas por dos estructuras de madera de una planta que albergan espacio interior para exposiciones y cuyo diseño evoca a los edificios de los campos de internamiento.

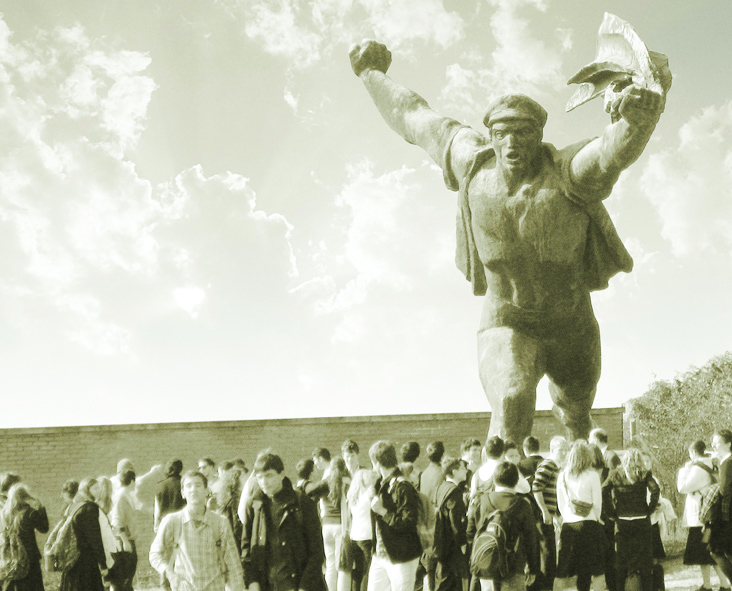
Participantes en un «Tour de la Estrella Roja» en el Memento Park.

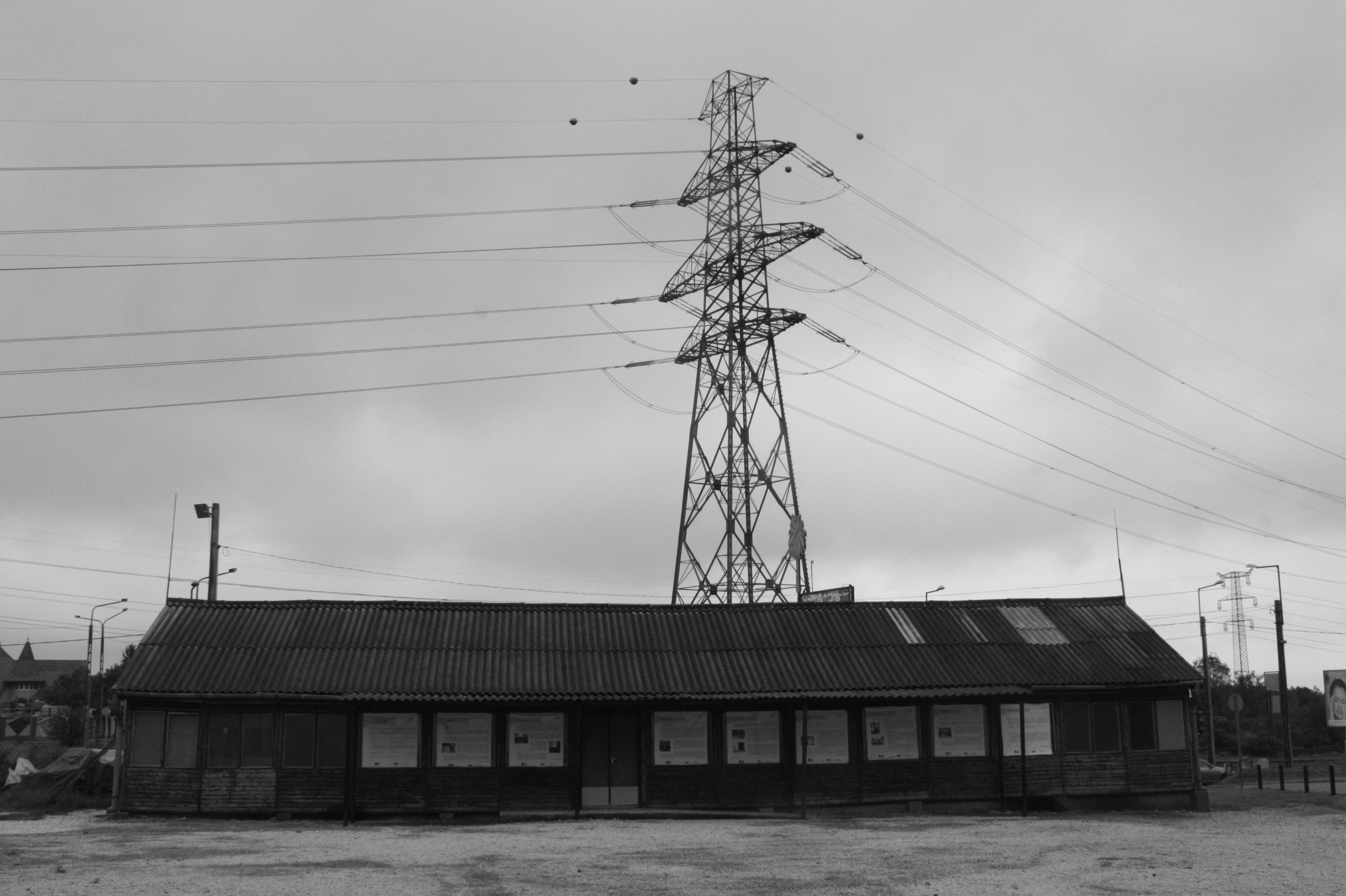
Una sala de exposiciones en la Plaza de los Testigos del Memento Park.

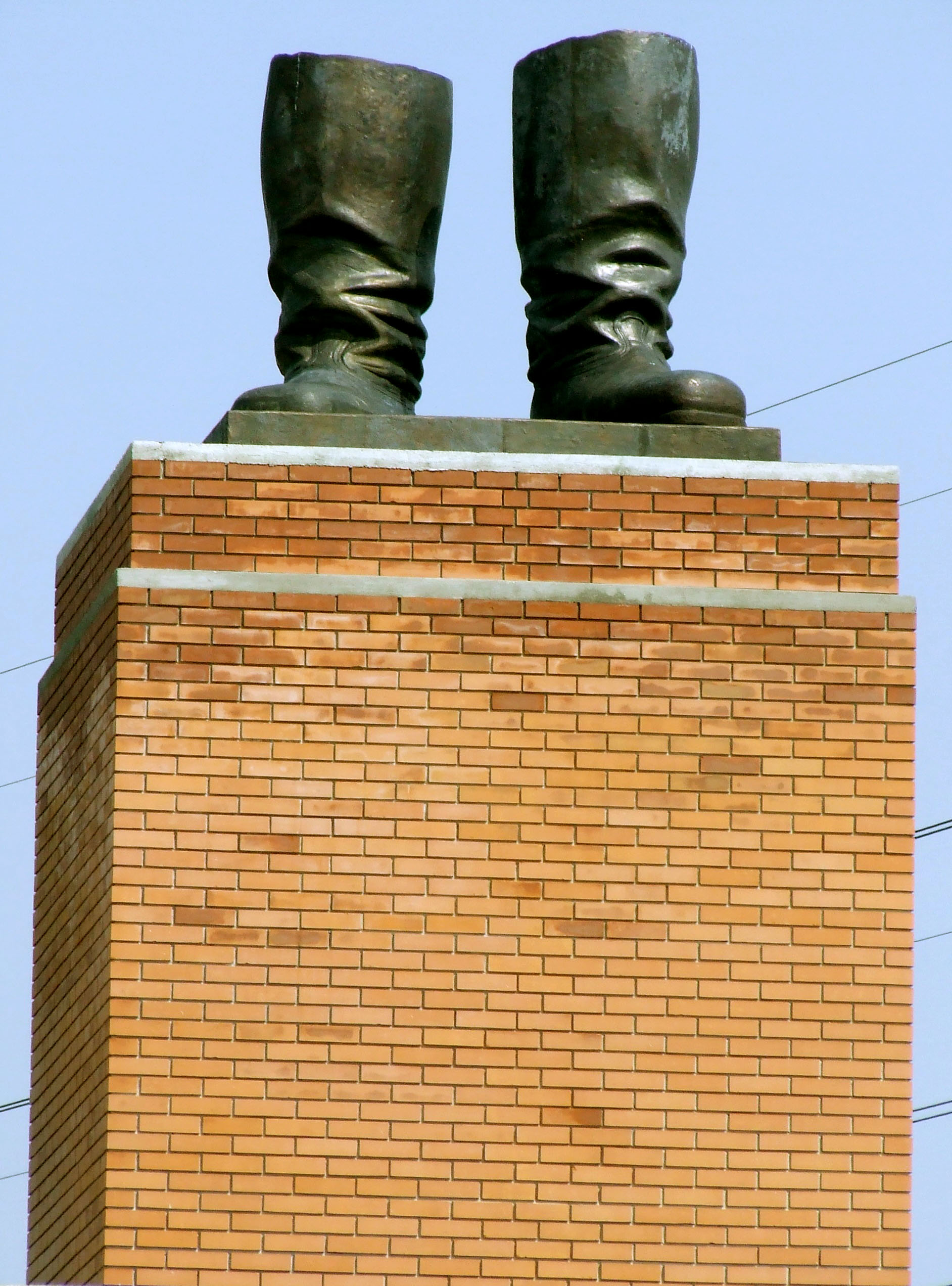
Las Botas de Stalin, restos del Monumento a Stalin.

## Historia
Tras la caída en 1989 del régimen comunista húngaro, muchas de las estatuas y monumentos comunistas fueron retirados inmediatamente. Estos formaron la base de la actual colección de estatuas del parque. El 29 de junio de 1993, en el segundo aniversario de la retirada de las tropas soviéticas del territorio húngaro, se celebró la grandiosa inauguración del parque como un museo público al aire libre.
En 2006, se instaló en el Memento Park una copia a tamaño real de la tribuna del Monumento a Stalin en Budapest con las botas de bronce rotas sobre el pedestal. No se trata de una copia exacta del original, sino una recreación artística realizada por Ákos Eleőd.
En 2007, se inauguró una nueva sala de exposiciones y un pequeño cine-cuartel en la Plaza de los Testigos del Memento Park. La exposición fotográfica llamada «Las botas de Stalin» hace un recorrido por la historia de la Revolución húngara de 1956, de los cambios políticos de 1989–1990 y del Memento Park. En el cine puede verse La vida de un agente, un documental sobre los métodos utilizados por la policía secreta, dirigido por Gábor Zsigmond Papp.

## Esculturas, monumentos y placas

### El muro entre bastidores
| Imagen | Nombre de la escultura (nombre original)      | Autor          | Año  | Material              | Ubicación original                                                                             |
| ------ | --------------------------------------------- | -------------- | ---- | --------------------- | ---------------------------------------------------------------------------------------------- |
|        | Lenin (Lenin)                                 | Pátzay Pál     | 1965 | Bronce                | Felvonulási tér (paralela a Dózsa György út y junto al Parque de la Ciudad), distrito XIV      |
|        | Karl Marx y Friedrich Engels (Marx és Engels) | Segesdi György | 1971 | Granito de Mauthausen | Jászai Mari tér (en la entrada principal de la sede del Partido Comunista Húngaro), distrito V |

### El interminable desfile de monumentos a la liberación
| Imagen | Nombre de la escultura (nombre original)                                       | Autor                     | Año  | Material    | Ubicación original                                                           |
| ------ | ------------------------------------------------------------------------------ | ------------------------- | ---- | ----------- | ---------------------------------------------------------------------------- |
|        | Soldado soviético liberador (Felszabadító szovjet katona)                      | Zsigmond Kisfaludi Strobl | 1947 | Bronce      | Parte del Monumento a la Liberación, situado en la cima de la colina Gellért |
|        | Monumento a la Amistad Húngaro-Soviética (A magyar-szovjet barátság emlékműve) | Zsigmond Kisfaludi Strobl | 1956 | Bronce      | Pataki tér (actualmente, Szent László tér), distrito X                       |
|        | Monumento a la Liberación (Felszabadulási emlékmű)                             | István Kiss               | 1971 | Caliza      | Thököly utca 141, distrito XIV                                               |
|        | Piedra conmemorativa de la Liberación (Felszabadulási emlékkő)                 | Desconocido               | 1960 | Piedra      | Dísz tér, distrito I                                                         |
|        | Monumento heroico soviético (Szovjet hősi emlékmű)                             | László Péter              | 1951 | Caliza      | Széchenyi hegy, Rege park, distrito XII                                      |
|        | Monumento a la Amistad Húngaro-Soviética (Szovjet-magyar barátság emlékműve)   | Búza Barna                | 1975 | Pirogranito | Kőbánya-Óhegy, Barátság park, distrito X                                     |
|        | Monumento heroico soviético (Szovjet hősi emlékmű)                             | Mikus Sándor              | 1970 | Bronce      | Rákosszentmihály, Hősök tere (Plaza de los Héroes), distrito XVI             |
|        | Monumento heroico soviético (Felszabadulási emlékmű)                           | Kalló Viktor              | 1965 | Bronce      | Béke tér, distrito XIII                                                      |
|        | Monumento heroico soviético (Szovjet Hősi emlékmű)                             | Megyeri Barna             | 1948 | Caliza      | Kasztel András út, distrito XVII                                             |

### El interminable desfile de personalidades del movimiento obrero
| Imagen | Nombre de la escultura (nombre original)                                                | Autor                                            | Año  | Material              | Ubicación original |
| ------ | --------------------------------------------------------------------------------------- | ------------------------------------------------ | ---- | --------------------- | --- |
|        | Relieve de Lenin (Lenin-emléktábla)                                                     | Szabó Iván                                       | 1970 | Bronce                | Lenin tér (actualmente, Erzsébet tér), distrito VII                                                                              |
|        | Busto de Gueorgui Dimitrov (Dimitrov mellszobor)                                        | Jordan Kracsmarov                                | 1954 | Bronce                | Dimitrov tér (actualmente, Fővám tér), distrito V (1954-1983) Dimitrov út (actualmente, Máraremetei út), distrito II (1984-1991) |
|        | Estatua de Gueorgui Dimitrov (Dimitrov szobor)                                          | Valentin Sztarcsev                               | 1983 | Bronce                | Dimitrov tér (actualmente, Fővám tér), distrito V                                                                                |
|        | Monumento a Béla Kun, Jenő Landler y Tibor Szamuely (Munkásmozgalmi harcosok emlékműve) | Olcsai-Kiss Zoltán, Herczeg Klára, Farkas Aladár | 1967 | Bronce                | Kun Béla tér (actualmente, Ludovika tér), distrito VIII                                                                          |
|        | Lenin (Lenin)                                                                           | Desconocido                                      | 1958 | Bronce                | Csepel, entrada principal de Vasmű (fábrica de hierro), distrito XXI                                                             |
|        | Busto de József Kalamár (Kalamár József mellszobor)                                     | Gyenes Tamás                                     | 1957 | Bronce                | Kalamár József út (actualmente, Szent István út), distrito XXI                                                                   |
|        | Placa conmemorativa de János Asztalos (Asztalos János emléktábla)                       | Nagy István János                                | 1968 | Piedra                | Nagyvárad tér, distrito VIII |
|        | Placa conmemorativa de Róbert Kreutz (Kreutz Róbert emléktábla)                         | Kiss Nagy András                                 | 1977 | Bronce                | Asztalos János Ifjúsági Park (actualmente, Orczy Kert), distrito VIII                                                            |
|        | Placa conmemorativa de Béla Kun (Kun Béla emléktábla)                                   | Kalló Viktor                                     | 1989 | Bronce                | Tanácsház tér (actualmente, Szent Imre tér), distrito XXI                                                                        |
|        | Busto de Endre Ságvári (Ságvári Endre mellszobor)                                       | Baksa Soós György                                | 1949 | Bronce                | Városház utca 9-11, distrito V                                                                                                   |
|        | Busto de Árpád Szakasits (Szakasits Árpád szobra)                                       | Marton László                                    | 1988 | Bronce                | Szakasits Árpád utca (actualmente, Etele utca), distrito XI                                                                      |
|        | Monumento a Béla Kun (Kun Béla emlékmű)                                                 | Imre Varga                                       | 1986 | Bronce, cromo y cobre | Vérmező park, distrito I |
|        | Estatua de Ferenc Münnich (Münnich Ferenc szobra)                                       | István Kiss                                      | 1986 | Bronce                | Néphadsereg tér (actualmente, Honvéd tér), distrito V                                                                            |
|        | Busto de Ede Chlepkó (Chlepkó Ede mellszobor)                                           | Szabó György                                     | 1980 | Bronce                | Chlepkó Ede tér (actualmente, Ötvenhatosok tere, literalmente «plaza de los héroes de 1956»), distrito XIX                       |
|        | Placa conmemorativa de Kálmán Turner (Turner Kálmán emléktábla)                         | Desconocido                                      | 1959 | Mármol                | Soroksári út, distrito IX |
|        | Placa conmemorativa de Kató Hámán (Hámán Kató emléktábla)                               | Desconocido                                      | 1959 | Mármol                | Mester utca 59, distrito IX |

### El inacabable paseo de conceptos del movimiento obrero
| Imagen | Nombre de la escultura (nombre original) | Autor                            | Año  | Material        | Ubicación original                                       |
| ------ | --- | -------------------------------- | ---- | --------------- | -------------------------------------------------------- |
|        | Placa conmemorativa del Consejo Obrero y Militar (A Munkás és Katonatanács emléktáblája)                                                            | Desconocido                      | 1959 | Mármol          | Szentháromság utca 2, distrito I                         |
|        | Monumento a la Milicia Obrera (Munkásőr-demonstráció emléktábla)                                                                                    | Kiss Nagy András                 | 1973 | Bronce          | November 7. tér (actualmente, Oktogon) 2, distrito VI    |
|        | Monumento al movimiento obrero (Munkásmozgalmi emlékmű)                                                                                             | István Kiss                      | 1976 | Acero           | Hűvösvölgy, distrito II                                  |
|        | Monumento a los combatientes húngaros en las Brigadas Internacionales españolas (A spanyolországi nemzetközi brigádok magyar harcosainak emlékműve) | Makrisz Agamemnon                | 1968 | Bronce y piedra | Néphadsereg tér (actualmente, Honvéd tér), distrito V    |
|        | Monumento a la República Soviética Húngara (Tanácsköztársasági emlékmű)                                                                             | István Kiss                      | 1969 | Bronce          | Dózsa György út (Felvonulási tér), distrito XIV          |
|        | Placa conmemorativa de los pioneros de la República Soviética Húngara (Béke őrei dombormű)                                                          | Ambrózi Sándor y Stöckert Károly | 1953 | Piedra          | Pasaréti út 191–193, distrito II                         |
|        | Placa conmemorativa del Partido Comunista Húngaro (KMP ferencvárosi szervezet emléktábla)                                                           | Desconocido                      | 1959 | Mármol          | Soroksári út, distrito IX                                |
|        | Placa conmemorativa de la imprenta del Partido Comunista Húngaro (KMP Nyomda emléktábla)                                                            | Desconocido                      | 1955 | Mármol          | Ráday utca 53, distrito IX                               |
|        | Monumento a los Héroes del Poder Popular (A néphatalom hőseinek emlékhelye)                                                                         | Kalló Viktor                     | 1983 | Piedra          | Köztársaság tér, distrito VIII                           |
|        | Monumento a los Mártires (Az ellenforradalom mártírjainak emlékműve)                                                                                | Kalló Viktor                     | 1960 | Piedra          | Köztársaság tér, distrito VIII                           |
|        | Monumento al Regimiento de Voluntarios de Buda (A Budai Önkéntes Ezred emlékműve)                                                                   | Mészáros Mihály                  | 1975 | Hormigón        | Tárogató út, distrito II                                 |
|        | Ostapenko (Osztapenkó) | Kerényi Jenő                     | 1951 | Bronce          | Budaörsi út – Balatoni út, distrito XI                   |
|        | Capitán Steinmetz (Steinmetz kapitány) | Mikus Sándor                     | 1958 | Bronce          | Vöröshadsereg út (actualmente, Üllői út), distrito XVIII |